# Державний кордон Болівії

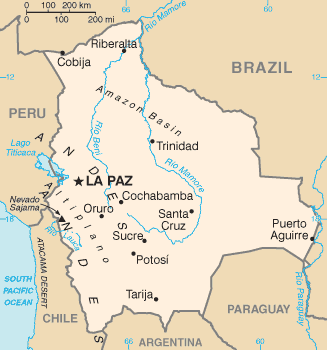
Карта Болівії

Державний кордон Болівії — державний кордон, лінія на поверхні Землі та вертикальна поверхня, що проходить по цій лінії, що визначають межі державного суверенітету Болівії над власними територією, водами, природними ресурсами в них і повітряним простором над ними. 

## Сухопутний кордон
Загальна довжина кордону — 7252 км. Болівія межує з 5 державами. Уся територія країни суцільна, тобто анклавів чи ексклавів не існує. 
Ділянки державного кордону
| Держава   | Ділянка         | Довжина (км) | Прикордонні регіони | Примітки |
| --------- | --------------- | ------------ | ------------------- | -------- |
| Аргентина | південь         | 942          |                     |          |
| Бразилія  | північ і схід   | 3403         |                     |          |
| Чилі      | південний захід | 942          |                     |          |
| Парагвай  | південний схід  | 753          |                     |          |
| Перу      | захід           | 1212         |                     |          |

Країна не має виходу до вод Світового океану.